# Pascal Millien
Pascal Millien (Léogâne, 3 de maio de 1986) é um futebolista haitiano que atua como atacante. Atualmente defende o Jacksonville Armada.